# Ripley (Mississippi)
Pour les articles homonymes, voir Ripley.
La ville de Ripley est le siège du comté de Tippah, situé dans l'État du Mississippi, aux États-Unis.